# モントリオール・ノートルダム聖堂

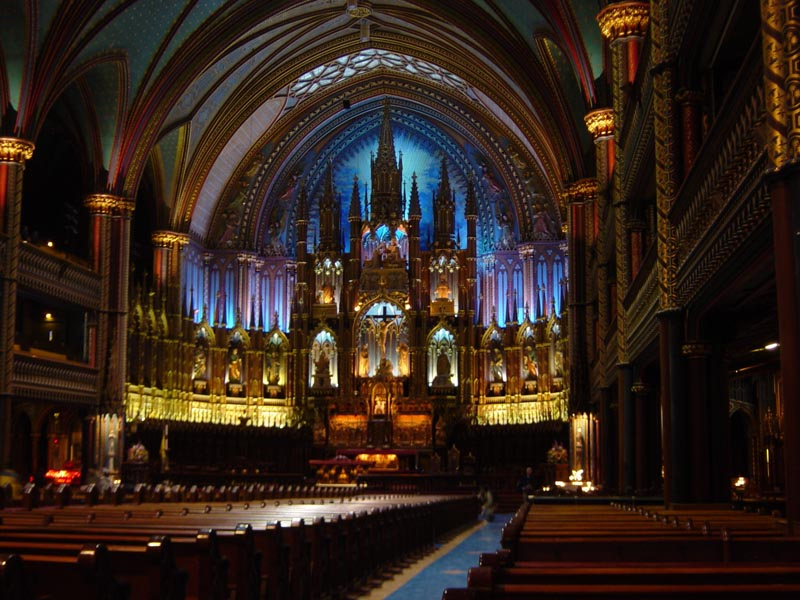
モントリオール・ノートルダム聖堂（内部）

モントリオール・ノートルダム聖堂（モントリオール・ノートルダムせいどう、英語表記Notre-Dame Basilica、フランス語表記Basilique Notre-Dame de Montréal）は、カナダのケベック州モントリオールの歴史的地区にあるバシリカ式聖堂の名称である。特に聖堂は、アルム広場に面し、モントリオール旧市街聖スルピス通り（アルム広場地下鉄駅）の一角にある、ノートルダム通り西116番地（45°30′16.15″N, 73°33′22.55″W）に位置している。
聖堂内部の教会は世界でも最も印象的なものの一つである。内観は壮大且つ色とりどりであり、天井部は濃い青色と金色の星で装飾され、その他の神聖な場所は青、空色、赤、紫、銀、金色といった多色の彩飾で施されている。更に、何百という入り組んだ木製の彫刻作品や複数の宗教的な彫像で埋め尽くされている。教会には稀であるが、内陣の壁に沿って作られているステンドグラスの窓は聖書からではなく、モントリオールの宗教的歴史からの場面を描写したものである。また、内部にはカナダにあるカサバン・フレール社のカナダ製パイプ・オルガンも有している。このパイプ・オルガンは、7000本ものパイプを使用している。

## 沿革

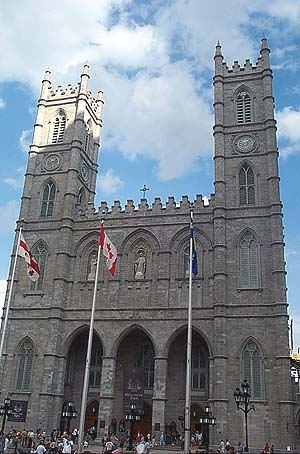
モントリオール・ノートルダム聖堂（外観）

1657年、カトリック教会の聖スルピス会が、現在のモントリオールであるヴィル・マリーに到着した。この年は彼らに荘園の権限が与えられてから6年後のことであった。彼らはその後1840年までこの土地を支配した。彼らが設立した教区はイエスの母マリアの名の元に奉納され、1672年に教区のノートルダム聖堂が同区域に建設された。
既に1824年には、信徒集団が教会に合わなくなるほど完全に大きく成長しており、それに伴ってアイルランド系アメリカ人のプロテスタントでニューヨーク出身のジェームズ・オドネルが新しい建造物の設計を委任された。当時オドネルはゴシック・リヴァイヴァル建築の提案者の一人であり、新建造物建築に向けてそのような建築様式の教会を設計した。彼は後に聖堂の地下聖堂に葬られた唯一の人物である。
聖堂の内陣の建築が終了したのは1830年であり、最初の塔が完成したのは1843年である。竣工にあたり、聖堂は北米で最大のものとなった。
内部は完成まで更に時間を要し、モントリオールにある世界の女王マリア大聖堂の建築にも携わっていた、ビクター・ボウジョーが1872年から1879年まで内装を手がけた。石工のジョン・レッドパスがこの内部バシリカ建設の主な関係者であった。
また、その教会の豪華さと壮大な規模のため、より親しみやすい礼拝堂であるカナダ・サクレ・クール教会堂が聖堂の後ろ側、複数の事務室と聖具保管室に沿って建てられた。この教会堂が竣工したのは1888年のことである。
1978年12月7日、このサクレ・クール教会堂は大規模な放火によって破壊された。その後教会堂はケベックの彫刻家であるシャルル・ドードランにより、1、2階部分にかつて存在していた絵画や写真等の古い内装から、近代的アーチ系構造と装飾壁及び巨大な背後・上部の装飾等のデザインに一新して再建された。
さらに同聖堂は1982年4月21日、当時モントリオールを訪れていたヨハネ・パウロ2世によってその内部バシリカ建築の地位を高められた。
また、この内部のバシリカ部分では聖歌やオルガン演奏といった音楽的な行事を人々に提供している。今やモントリオールに住む多くの人々にとって、毎年12月のクリスマスに恒例行事であるヘンデルの『メサイア』コンサートに出席することは伝統となっている。
内部バシリカにおいて行われた行事で最も名高い瞬間は、2000年に行われたカナダ第15代首相ピエール・トルドーの国葬の際、長男であるジャスティン・トルドーが父ピエールに宛てて賞賛の言葉を述べた時であったとされる。また1994年に行われた、レネ・アンゲリルとセリーヌ・ディオンとの結婚式も有名である。

## 参考
以下は翻訳元の英語版の参考である。
- Rémillard, François (1992). Old Montreal - A Walking Tour, Ministère des Affaires culturelles du Québec.
- Livesey, Herbert Bailey (2003). Frommer's 2004 Montreal & Quebec City, Frommer's, 104. ISBN 0764541242.